# Alisen Down
Pour les articles homonymes, voir Down.
Alisen Elizabeth Jean Down, née le 3 janvier 1976 à Langley en Colombie-Britannique au Canada, est une actrice canadienne.

## Biographie
Alisen Down a fait des apparitions récurrentes dans différentes séries télévisées, comme Coroner Da Vinci, Stargate SG-1, Smallville (flashbacks dans le rôle de Lillian Luthor, la mère de Lex Luthor) ou encore Dead Zone. 
Elle a également eu des petits rôles le temps d'un épisode dans The L Word et Messager des ténèbres.
Elle a également fait une apparition dans le film Le Cas 39 (Case 39) (2009) (la mère d'Emily).

## Filmographie

### Cinéma
- 2008 : Le Jour où la Terre s'arrêta : femme à l’ordinateur portable
- 2010 : Paradoxe : les mondes parallèles de Brenton Spencer : Helen

### Télévision
- 1999 : Bad Money : Sylvia Baines
- 1999 : Late Night Sessions : Candy
- 2000 : A Good Burn : Chet
- 2000 - 2002 : Mysterious Ways : Les Chemins de l'étrange : Miranda Feigelsteen
- 2003 - 2006 : Smallville (Saison 3, épisode 19 - Saison 5, épisodes 9 et 17) : Lillian Luthor
- 2004 : The Life : Crystal
- 2004 :  Stargate SG-1 saison 8 épisode 3 : Dr  Brightman
- 2005 : Tripping the Wire: A Stephen Tree Mystery : Laura Wing
- 2005 : Robson Arms : Sault Ste. Marie
- 2005 : Da Vinci's City Hall : Dr Maria Donato (Saison 1, épisodes 2 et 6)
- 2006 - 2008 : Battlestar Galactica : Jean Barolay
- 2010 : Stargate Universe : Dr Brightman
- 2011 : Brisée par mon mari (Past Obsessions) : Meg
- 2014 : Le Transporteur : la série (saison 2, épisode 05 : Chinatown) : Agent Wolf du FBI
- 2014 : Gracepoint : Kathy Eaton, rédactrice en chef du Gracepoint Journal
- 2014 - 2015 : 12 Monkeys : Olivia, seconde en chef de l'armée des 12 singes (31 épisodes)